# La Puebla de Valdavia
La Puebla de Valdavia è un comune spagnolo di 152 abitanti situato nella comunità autonoma di Castiglia e León.
Il comune comprende la località di El Barrio de la Puebla.